# (13684) Borbona
(13684) Borbona ist ein Asteroid des Hauptgürtels, der am 27. August 1997 vom italienischen Astronomen Vincenzo Silvano Casulli an der Sternwarte von Colleverde di Guidonia (IAU-Code 596) entdeckt wurde.
Der Asteroid wurde am 4. Mai 2004 nach der italienischen Gemeinde Borbona in der Provinz Rieti in der italienischen Region Latium benannt.